# Slag bij Legnano
De Slag bij Legnano vond plaats op 29 mei 1176 en betekende het einde van de heerschappij van Frederik Barbarossa over Lombardije.

## Achtergrond
In september 1174 begon Frederik Barbarossa aan zijn vijfde Italiaanse veldtocht, met als doel de constante opstanden in Lombardije te beëindigen en af te rekenen met paus Alexander III. Frederik leidde een leger van 8000 ridders over de Alpen en kwam eind september aan in Piëmont. Frederiks neef, Hendrik de Leeuw, nam geen deel aan de keizerlijke campagne en steunde deze ook niet met troepen. Frederik begon zijn campagne met het beleg van de stad Susa als vergelding voor gedragingen in 1168. Op 30 september werd Susa ingenomen en platgebrand. Zijn volgende doel was de stad Asti, die hij innam na een beleg van zeven dagen. In oktober kreeg Frederik lang beloofde versterkingen uit Bohemen. Door het snelle eerste succes van Frederik, verlieten markgraaf Willem V van Monferrato en de graaf van Biandrate de Liga van Lombardije.
Het beleg van Alessandria was een belangrijke gebeurtenis in de vijfde Italië-campagne van Frederik. Alessandria was opgericht door Milanese vluchtelingen, die na de inname en het platbranden van Milaan in 1162 de stad waren ontvlucht. De belegering van de "Strowe Stad", zo genoemd omdat alle daken waren bedekt met stro, begon eind oktober. Tot verbazing van Frederik waren zijn troepen niet in staat om de stad in te nemen waardoor hij de winter moest doorbrengen voor de stadspoorten. Op Stille Zaterdag waren de troepen van Frederik erin geslaagd om de stad binnen te komen door het graven van tunnels onder de muren, maar de aanval werd door de Milanezen afgeweerd met zware verliezen. Alessandria doorstond het beleg en daarmee was de eerste overwinning van de Liga van Lombardije een feit.
Op 16 april 1175 vonden onderhandelingen plaats te Montebello maar deze mislukten echter. Frederik wist dat er nieuwe gevechten aan stonden te komen en reisde naar Chiavenna om aan Hendrik de Leeuw versterkingen te vragen. Hendrik de Leeuw echter weigerde om zijn neef te helpen omdat hij dacht dat een nederlaag van Frederik hem in staat zou stellen meer macht te verkrijgen.

## Verloop
Na de tegenslag bij Alessandria, de mislukte overeenkomst van Montebello, en de weigering van zijn neef Hendrik de Leeuw om hem te helpen, kreeg Frederik Barbarossa eindelijk goed nieuws in de vorm van versterkingen uit Duitsland. De keizer, aartsbisschop Filips I van Keulen, diens broer Gosewijn III van Valkenburg en aartsbisschop Wichmann van Maagdenburg reden in het geheim van Pavia langs de rivier Ticino om de versterkingen te ontmoeten en hen naar de reeds aanwezige troepen te brengen. De versterking bedroeg 1000 ridders en 1000 man voetvolk, ontvangen van 16 verschillende Duitse heersers. In Como hadden de Lombardische keizerlijke bondgenoten de versterkingen verhoogd tot zeker 3000 ridders en voetvolk.
Terwijl Frederik met zijn versterkingen op weg was naar Pavia om bij de keizerlijke hoofdmacht aan te sluiten, was een leger van de Liga van Lombardije van zeker 3.500 man aanwezig in de buurt van de westelijke oever van de Olona. De Lombarden wisten dat Frederik met zijn versterkingen in de buurt was, maar niet dat deze zo dichtbij was. In de vroege ochtend van 29 mei, stuurde de Liga een verkenningseenheid van 700 ruiters naar het graafschap Seprio. Inmiddels was Frederik de Olona overgestoken. Toen botsten de Lombardse verkenners op de keizerlijke voorhoede van ongeveer 300 man. De confrontatie was bloedig en op het moment dat de hoofdmacht dichterbij kwam, vluchtten de Lombardse verkenners naar het versterkte Borsano. Hierop lanceerde Frederik een aanval op de eenheden van de Liga in de buurt van Borsano-Legnano en versloeg deze. Een aantal gevluchte militairen konden echter een infanterieleger waarschuwen.
De infanterie had zich gepositioneerd in een falanx-achtige lijn. De strijd tussen de twee legers was lang en bloedig, waarbij de troepen van de Liga het keizerlijke leger tot een patstelling brachten. Ten slotte kregen de Lombarden steun van de hergegroepeerde cavalerie van de verkenningseenheid. Deze viel, samen met versterkingen uit Brescia, de keizerlijke troepen in de rug aan. Hierdoor wisten de Lombardse troepen door de keizerlijke linies te breken en Frederik rechtstreeks aan te vallen. Hierbij werd de vaandeldrager gedood en viel Frederik, als dood, van zijn paard. Daarop raakten de overgebleven keizerlijke troepen in paniek en vluchtten.

## Gevolgen
Na de slag was de heerschappij van Frederik over Lombardije gebroken. De ridders die wisten te ontsnappen van het slagveld hergroepeerden zich in Pavia. Daar brachten ze het nieuws van het vermoedelijke overlijden van Frederik over aan zijn vrouw, Beatrix I, gravin van Bourgondië. Beatrix rouwde om de schijnbare dood van Frederik, maar enkele dagen later verscheen Frederik in levende lijve voor de stadspoorten.
De overwinning van de Liga van Lombardije dwong Frederik af te reizen naar Venetië, waar de Vrede van Venetië werd getekend. Met dit verdrag verzoenden Frederik en paus Alexander III zich. De steden van Lombardije bleven echter tot 1183 vechten, tot, in de Vrede van Konstanz, Frederik hun recht van vrij kiezen van stadsmagistraten toezegde. Het verdrag werd in brons gegoten.
Frederik had Hendrik de Leeuw de weigering om versterkingen te sturen niet vergeven, en ontnam hem zijn bezittingen en verbande hem.

## Trivia
Giuseppe Verdi baseerde zijn opera La battaglia di Legnano (1849) op de veldslag.